# Black and Brown!
Black & Brown! — спільний міні-альбом детройтського продюсера Black Milk та його земляка, репера Денні Брауна, виданий лейблом Fat Beats Records 1 листопада 2011 р. Всі пісні спродюсував Black Milk. Трек «Black and Brown» також увійшов до його студійної платівки Album of the Year (2010).

## Список пісень
| #   | Назва           | Тривалість |
| --- | --------------- | ---------- |
| 1.  | «Sound Check»   | 1:08       |
| 2.  | «Wake Up»       | 2:27       |
| 3.  | «Loosie»        | 2:52       |
| 4.  | «Zap»           | 3:30       |
| 5.  | «Jordan VIII»   | 1:32       |
| 6.  | «Dada»          | 2:03       |
| 7.  | «WTF»           | 1:12       |
| 8.  | «LOL»           | 3:01       |
| 9.  | «Dark Sunshine» | 1:12       |
| 10. | «Black & Brown» | 3:39       |

| Бонус-трек на iTunes | Бонус-трек на iTunes | Бонус-трек на iTunes |
| #                    | Назва                | Тривалість           |
| -------------------- | -------------------- | -------------------- |
| 11.                  | «Nandos»             | 1:14                 |